# Echter Eier-Wulstling
Der Echte Eier-Wulstling (Amanita ovoidea, syn. Agaricus albus, Amanita cocolla und Amidella ovoidea) ist eine Pilzart aus der Gattung der Wulstlinge (Amanita). Die kräftigen Fruchtkörper sind in allen Teilen weiß gefärbt und besitzen im jungen Entwicklungsstadium flockig-hängende Hüllreste am Hutrand und eine zähe Scheide. Der Pilz ist essbar. Er kann mit dem ähnlich aussehenden, aber giftigen Ockerscheidigen Eier-Wulstling (Amanita proxima) sowie mit den ebenfalls zu den Wulstlingen zählenden, tödlich giftigen Knollenblätterpilzen verwechselt werden.

## Merkmale

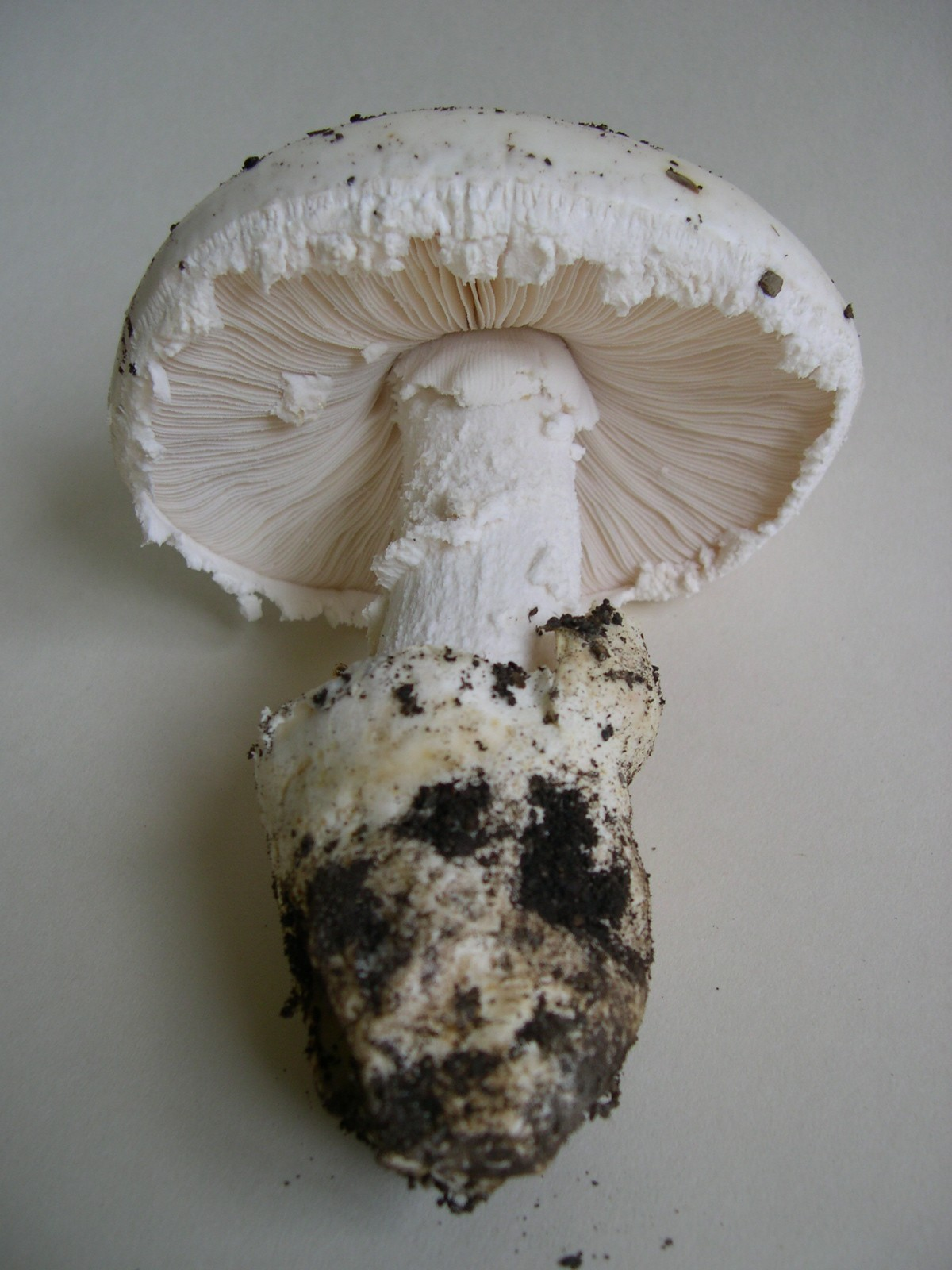
Blick auf die Hutunterseite des Eier-Wulstlings mit den Lamellen

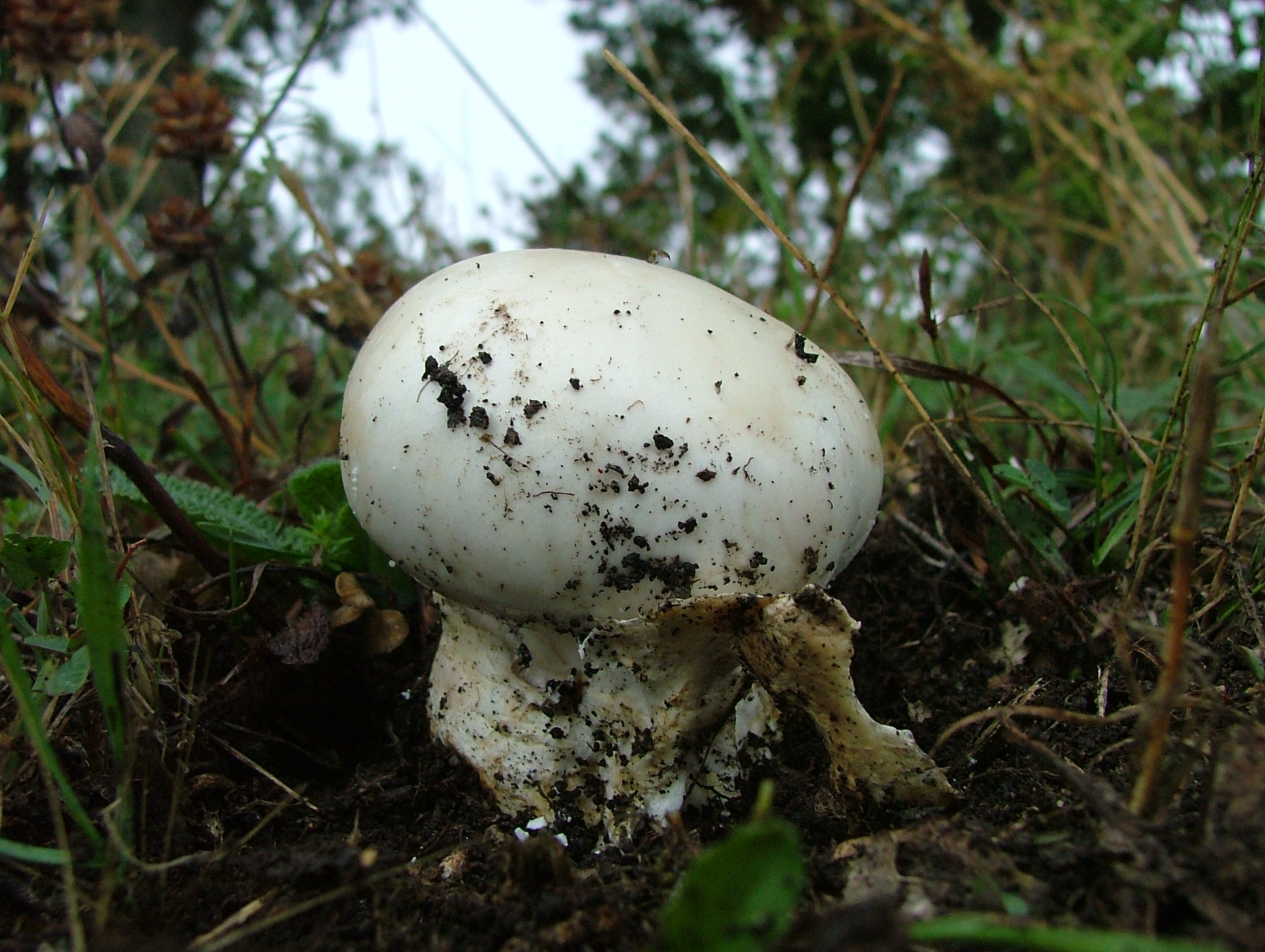
Der weißliche, glatte und noch nicht aufgeschirmte Hut dieses jungen Echten Eier-Wulstlings erinnert an ein Hühnerei.

### Makroskopische Merkmale
Im frühen Entwicklungsstadium ähnelt der Hut einem Ei, wovon sich sein Name ableitet. Später hat der zähfleischige Hut einen polsterartigen Habitus. Schließlich nimmt er eine abgeflachte Form an und erreicht im Durchmesser 10–25 cm. Die Huthaut ist anfangs etwas mehlig-matt, verkahlt später und erscheint dann seidig-glatt. Sie ist reinweiß bis hellgrau und im Alter gelblich gefärbt. Üblicherweise ist der Hutrand glatt, mitunter auch rissig. Junge Exemplare sind mit flockigen, vergänglichen Hüllresten behangen. Die dünnen und dicht gedrängten Lamellen auf der Hutunterseite enden vor dem Stiel und haben eine weiße Farbe. Der 10–15 cm lange und 2,5–4 cm breite Stiel ist weiß und an der unteren, knolligen Hälfte von einer sackartigen, gelben bis hellorangen Volva umgeben. Die obere Stielhälfte unterhalb der bald abbröckelnden Manschette hat eine flockige Oberfläche. Das Fleisch ist fest, voll und weiß. Es riecht und schmeckt unspezifisch, im Alter jedoch aasartig. Das Sporenpulver hat eine weiße Farbe.

### Mikroskopische Merkmale
An den Basidien reifen jeweils 4 elliptische und glattwandige Sporen heran. Sie sind farblos und amyloid, zeigen also eine positive Iodreaktion. Die Sporenmaße betragen (6,3–)7,5–10,5(–15,0) × (4,9–)5,2–7,0(–8,4) Mikrometer.

## Artabgrenzung
Der giftige Ockerscheidige Eier-Wulstling ist der klassische Doppelgänger des Echten Eier-Wulstlings. Er soll einen schlankeren Habitus und am Stiel eine dauerhafte Manschette besitzen. Typisch ist vor allem die orange gefärbte bis falb-rötliche oder ockergelbe bis ockerbraune Universalhülle, die auch im Alter an der Stielbasis als Scheide zu erkennen ist. Zudem fehlen die Velumreste am Hutrand junger Fruchtkörper. Die Art ist selten und konnte bisher noch nicht in Deutschland nachgewiesen werden. Der Ockerscheidige Eier-Wulstling verursacht teils schwere Pilzvergiftungen: Im Schnitt 13 Stunden nach dem Verzehr treten akute Magen-Darm-Beschwerden auf und etwa 2 Tage nach der Mahlzeit führen noch unbekannte Mykotoxine schließlich zum Nierenversagen, was wiederum eine Blutwäsche erfordert. Bislang traten noch keine Todesfälle auf. Darüber hinaus besteht eine hohe Verwechslungsgefahr mit giftigen Knollenblätterpilzen.

## Verbreitung, Ökologie und Phänologie
Der Echte Eier-Wulstling bevorzugt wärmere, südlichere Gebiete mit mildem Klima. Dort ist er recht häufig unter verschiedenen Laub- und Nadelbäumen anzutreffen. Zu den Mykorrhizapartnern gehört zum Beispiel die Aleppo-Kiefer (Pinus halepensis), eine 2-nadelige und trockenheitsresistente Art, die auf Mallorca aspektbildend vorkommt. In Mitteleuropa taucht der Pilz eher selten auf. Zu den potenziellen Standorten in Deutschland zählt beispielsweise der wärmebegünstigte Oberrheingraben. Dort besiedelt der Blätterpilz kalkhaltige Böden und lebt mit Edelkastanien, Eichen und Weiß-Tannen in Symbiose.
Der Echte Eier-Wulstling fruktifiziert von Juli bis September.